# المعهد الدولي للمياه بستوكهولم
معهد ستوكهولم الدولي للمياه (SIWI) هو معهد للسياسات مقره في ستوكهولم ويقوم بتوليد المعرفة ويوجه عملية صنع القرار نحو اتخاذ قرارات حكيمة. تأسست SIWI في عام 1991 ، وتقوم بأبحاث، وتبني القدرات المؤسسية وتقدم الخدمات الاستشارية في خمسة مجالات مواضيعية: إدارة المياه، وإدارة المياه العابرة للحدود، والمياه وتغير المناخ، والصلة بين الطاقة والمياه والغذاء، واقتصاديات المياه.

## البحث والمنافسة
يقوم معهد ستوكهولم الدولي للمياه ببدء الأبحاث وإدارة المشروعات وإجراء تحقيقات حول مجموعة واسعة من القضايا المتعلقة بالمياه. من خلال معالجة وتنفيذ الاستراتيجيات وتقديم المشورة في مجال السياسات بشأن إدارة الموارد المائية والتنمية، يدعم المعهد أيضا عمليات صنع القرار على المستويين الوطني والدولي حيث ينشر المعهد بانتظام تقارير ومقالات وموجزات سياسية حول مجموعة واسعة من قضايا المياه والتنمية. وكثيراً ما يقدم الموظفون عروضاً، ويقدمون المحاضرات أو يسرون في مناسبات وبرامج أخرى تتعلق بالتعليم وبناء القدرات في مجال المياه. هم محاضرين ضيوف متكررة في جامعات مثل جامعة ستوكهولم والمعهد الملكي للتكنولوجيا.
.
المجالات الخمس لمنتدى المعهد (SIWI):
- حوكمة المياه
- إدارة المياه العابرة للحدود
- الماء وتغير المناخ
- رابطة الماء والطاقة الغذائية
- اقتصاديات المياه

يعمل مرفق حوكمة المياه التابع لبرنامج الأمم المتحدة الإنمائي (WGF) في المعهد SIWI على تحسين وإصلاح نظام إدارة المياه وتطبيقه من خالل توفير الدعم والإرشاد في مجال سياسات إدارة المياه للوكالة الحكومية ومنظمات المجتمع المدني في البلدان النامية. كما يشارك مرفق إدارة المياه في عمليات رصد وتقييم المياه العالمية والإقليمية وينسق الفصل الخاص بإدارة المياه في تقرير الأمم المتحدة حول تنمية المياه في العالم.
يعد بيت المياه السويدي (SWH) مبادرة تمولها وزارة البيئة السويدية ووزارة الشئون الخارجية السويدية ويتم توجيهها إلى منظمة SIWI كما تعم SWH كشبكة لأصحاب المصلحة والمساهمين السويديين في أجزاء مختلفة من قطاع المياه، وتهدف إلى تركيز الكفاءة السويدية في القضايا المتعلقة بالمياه وربط هذا الاختصاص بالعمليات الدولية.
ينشر معهد ستوكهولم الدولي للمياه مجلة ستوكهولم المائية - وهي مجلة فصلية تصدر باللغة الإنجليزية تقدم مزيجًا من المعلومات العلمية والتقارير الإخبارية الشائعة حول أنشطة SIWI والتطورات المتعلقة بالمياه في جميع أنحاء العالم.